# Deutsche Telekom
La Deutsche Telekom AG (DT) est la plus grande société allemande et européenne de télécommunications. 
Elle était précédemment une filiale du monopole d'État Deutsche Bundespost, qui fut divisé en trois parties et privatisé en 1995.

## Histoire

Logo précédent

La société a payé très cher la licence allemande pour les fréquences UMTS. Le 10 mars 2003, elle a annoncé une perte annuelle de 24,6 milliards d'euros due à la dépréciation d'actifs intangibles. Lors de la polémique des années 2000 sur les stock-options, ce fut l'un des premiers grands groupes allemands à y renoncer, avec DaimlerChrysler.
Le 8 octobre 2004, DTAG a annoncé une offre de rachat des 26,07 % restants des actions de T-Online au prix de la bourse de 8,99 euros, soit le tiers du prix de vente lors de l'introduction en 2000.
Le 8 septembre 2009, France Télécom (Orange) et Deutsche Telekom (T-Mobile) annoncent un rapprochement au Royaume-Uni en fusionnant leurs activités dans le groupe Everything Everywhere, pesant alors 37 % et devenant le premier opérateur mobile.
En novembre 2013, Deutsche Telekom annonce le rachat de GTS Central Europe, un opérateur de fibre optique centre sur l'Europe centrale et les entreprises, pour 546 millions d'euros. Au même moment, Deutsche Telekom serait en passe de vendre son activité Scout24, spécialisé dans les portails de vente internet et la publicité internet, pour 1,4 milliard d'euros à Hellman & Friedman.

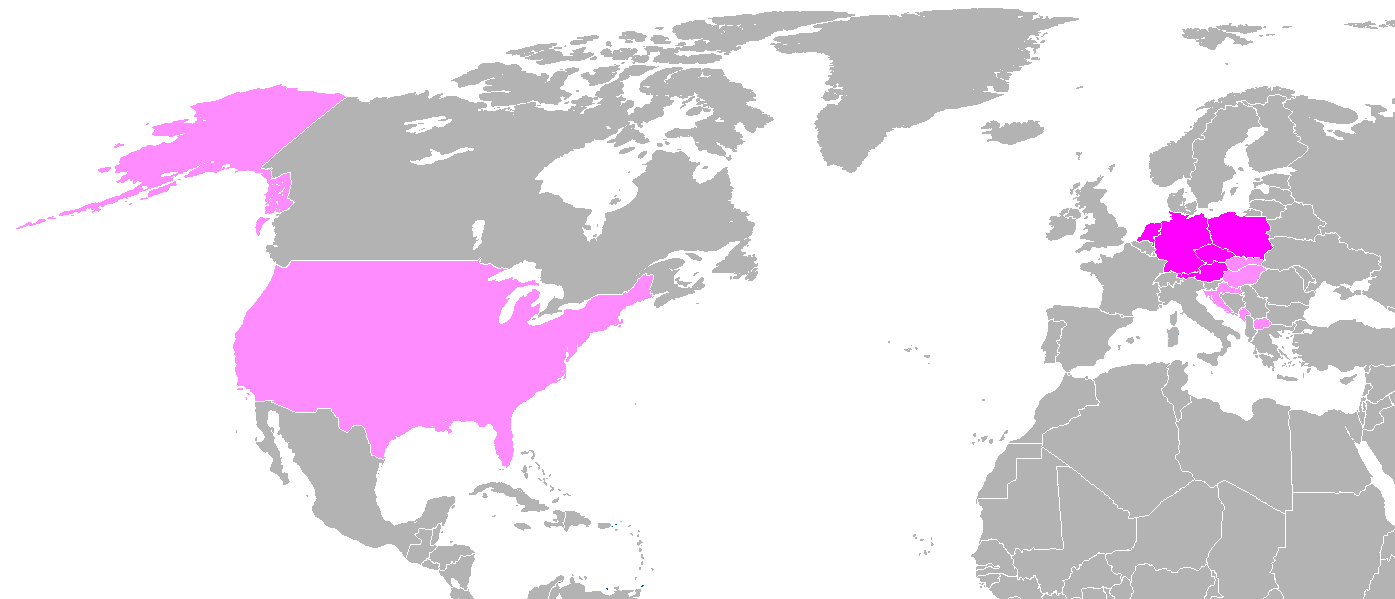
Activités en 2014.
Participation à 100 %
Participation >50 %

En janvier 2014, la filiale américaine T-Mobile aux États-Unis rachète une petite partie des fréquences radio de Verizon Wireless pour 3,3 milliards de dollars, dont 2,365 milliards de dollars comptant et un transfert d'autres fréquence (bande AWS) pour 950 millions de dollars.
En septembre 2014, Iliad s'était porté candidat pour l'acquisition de T-Mobile USA pour 32 milliards de dollars après le retrait de Sprint ; cette tentative n'a pas abouti.
Le 15 décembre 2014, BT annonce être entré en discussion pour l'acquisition d'EE pour 12,5 milliards de livres. Le 5 février 2015, Orange et Deutsche Telekom annoncent la signature d'un accord avec BT visant la cession de l'intégralité de leurs parts d'EE, entreprise commune aux deux sociétés au Royaume-Uni. Les deux parties se sont entendues sur une valeur d’entreprise de 12,5 milliards de livres sterling (environ 16,7 milliards d’euros). Ce qui permet de réunir les 10 millions d'abonnés internet de BT aux 24,5 millions d'abonnées de téléphonies mobile de EE. Dans le cadre de cette opération, Orange et Deutsche Telekom prennent respectivement une participation de 4 % et 12 % dans BT.
En février 2014, Deutsche Telekom monte à 100 % du capital de T-Mobile en république tchèque en rachetant les 40 % restant pour 800 millions d'euros.
En décembre 2017, Deutsche Telekom annonce l'acquisition des activités de télévision par câble et de fournisseur internet en Autriche de Liberty Global pour 1,9 milliard d'euros, gagnant environ 600 000 abonnées, notamment des abonnées internet. Le même mois, Deutsche Telekom acquiert les activités néerlandaises de Tele2, ce dernier prend comme compensation une participation de 25 % dans T-Mobile Netherlands en plus de 190 millions en liquide. Cette transaction permet à T-Mobile Netherlands de devenir un fournisseur internet, ce qu'il n'était pas avant. En mars 2018, Deutsche Telekom annonce l'acquisition d'une participation supplémentaire de 5 % dans OTE Telecom pour 284 millions d'euros, alors qu'il possède déjà une participation de 40 %.
En septembre 2021, Deutsche Telekom annonce l'augmentation de sa participation dans T-Mobile USA de 5,3 % pour monter à 48,4 % en échangeant cette participation avec SoftBank contre une participation de 4,5 % dans Deutsche Telekom pour un montant de 7 milliards de dollars. En parallèle, Deutsche Telekom annonce la vente de T-Mobile Netherlands à des fonds d'investissement pour 5,1 milliards d'euros.
En juillet 2022, Deutsche Telekom vend une participation de 51 % dans ses filiales de tours de télécommunication en Allemagne et en Autriche à deux fonds d'investissement pour 10,7 milliards de dollars.

## Activités
- Télécommunication, téléphonie mobile (178,4 millions d'abonnés à fin 2018),  téléphonie fixe (27,9 millions d'abonnés), transmission de données, accès à Internet, hébergement de sites Web, messagerie.
- Vente de combinés mobiles, d'accessoires, et de matériels de télécommunication.
- Systèmes d'information et de communication.

## Organisation
Toutes les branches ont un nom commençant par « T- ».
- T-Com, couvrant le réseau de téléphonie traditionnelle
- T-Mobile, pour le téléphone mobile
- T-Online, pour l'internet dont fait partie AutoScout24 et l'ensemble des sites du groupe Scout24.
- T-Systems, pour les grands clients d'affaire, comprenant aussi le département de recherche et développement (Deutsche Telekom Laboratories).

Deutsche Telekom détient aussi des intérêts substantiels dans d'autres sociétés de téléphone, notamment dans les pays d'Europe de l'Est comme en Slovaquie (Slovak Telekom), en Hongrie (Magyar Telekom) et en Croatie (T-Hrvatski Telekom), qui sont désormais complètement consolidées dans T-Com. Magyar Telekom détient la majorité des parts dans Cosmote (Roumanie), Makedonski Telekom (Macédoine du Nord) ainsi que Crnogorski Telekom (en) (Monténégro).

## Principaux actionnaires
Au 28 janvier 2020:
| État                                             | 31,9% |
| The Vanguard Group                               | 2,00% |
| Norges Bank Investment Management                | 1,66% |
| DWS Investment                                   | 1,51% |
| BNP Paribas Asset Management France              | 1,16% |
| BlackRock Asset Management Deutschland           | 1,11% |
| Amundi Asset Management S(Investment Management) | 1,00% |
| DWS Investments                                  | 0,98% |
| BlackRock Investment Management                  | 0,97% |
| Deka Investment                                  | 0,86% |